# Mistrzostwa Polski Seniorów w Lekkoatletyce 1985
61. Mistrzostwa Polski Seniorów w Lekkoatletyce – zawody, które rozgrywane były w Bydgoszczy na stadionie Zawiszy między 2 a 4 sierpnia 1985.

## Rezultaty
| NR – rekord Polski \| SB – najlepszy wynik w sezonie \| PB – rekord życiowy |

### Mężczyźni
| Konkurencja:                  | 1. miejsce                                                                             | Rezultat | 2. miejsce                                                                   | Rezultat | 3. miejsce                                                                         | Rezultat |
| Bieg na 100 m                 | Marian Woronin Legia Warszawa                                                          | 10,27    | Zygfryd Swaczyna Zawisza Bydgoszcz                                           | 10,61    | Jacek Licznerski Start Elbląg                                                      | 10,66    |
| Bieg na 200 m                 | Czesław Prądzyński Bałtyk Gdynia                                                       | 21,07    | Zygfryd Swaczyna Zawisza Bydgoszcz                                           | 21,27    | Jacek Licznerski Start Elbląg                                                      | 21,39    |
| Bieg na 400 m                 | Andrzej Stępień Flota Gdynia                                                           | 46,63    | Ryszard Wichrowski Olimpia Grudziądz                                         | 46,67    | Marek Sira AZS Łódź                                                                | 46,92    |
| Bieg na 800 m                 | Piotr Piekarski Zawisza Bydgoszcz                                                      | 1:45,85  | Ryszard Ostrowski AZS Poznań                                                 | 1:46,07  | Paweł Holwek Start Łódź                                                            | 1:48,07  |
| Bieg na 1500 m                | Mirosław Żerkowski ROW Rybnik                                                          | 3:41,59  | Mariusz Ługowski Oleśniczanka                                                | 3:42,52  | Marek Adamski AZS Olsztyn                                                          | 3:42,67  |
| Bieg na 5000 m                | Wojciech Jaworski Spójnia Gdańsk Bogusław Psujek Oleśniczanka                          | 14:02,35 |                                                                              |          | Antoni Niemczak Śląsk Wrocław                                                      | 14:02,77 |
| Bieg na 10 000 m              | Antoni Niemczak Śląsk Wrocław                                                          | 28:57,31 | Tadeusz Ławicki Zagłębie Lubin                                               | 28:57,57 | Jan Marchewka Legia Warszawa                                                       | 28:58,05 |
| Bieg na 110 m przez płotki    | Romuald Giegiel Górnik Zabrze                                                          | 13,72 SB | Wojciech Zawiła Wawel Kraków                                                 | 13,89    | Krzysztof Płatek AZS Wrocław                                                       | 13,99    |
| Bieg na 400 m przez płotki    | Ryszard Stoch Wawel Kraków                                                             | 50,20    | Piotr Karczmarek Legia Warszawa                                              | 50,58    | Leszek Rzepakowski Wawel Kraków                                                    | 50,60    |
| Bieg na 3000 m z przeszkodami | Bogusław Mamiński Legia Warszawa                                                       | 8:21,15  | Czesław Mojżysz ROW Rybnik                                                   | 8:22,18  | Krzysztof Wesołowski Śląsk Wrocław                                                 | 8:26,22  |
| Sztafeta 4 × 100 m            | Legia Warszawa Dariusz Dobrowolski Zenon Licznerski Marek Hulbój Marian Woronin        | 39,80    | Górnik Zabrze Janusz Echaust Bogusław Szpiech Piotr Waszek Leszek Smajdor    | 40,59    | AZS Gdańsk Jarosław Skrzyszowski Janusz Cecherz Krzysztof Orłowski Marek Śmiłowicz | 40,81    |
| Sztafeta 4 × 400 m            | Wawel Kraków Waldemar Krzysztofiak Ryszard Jaszkowski Leszek Rzepakowski Ryszard Stoch | 3:07,18  | Legia Warszawa Piotr Wójcik Tadeusz Rogiński Piotr Karczmarek Robert Kseniak | 3:07,92  | Flota Gdynia Adam Zdunek Grzegorz Rembelski Jarosław Marzec Andrzej Stępień        | 3:09,85  |
| Chód na 20 km                 | Jan Kłos Resovia Rzeszów                                                               | 1:27:28  | Jacek Herok Skra Warszawa                                                    | 1:27:36  | Zdzisław Szlapkin Olimpia Poznań                                                   | 1:28:23  |
| Skok wzwyż                    | Jacek Wszoła AZS Warszawa                                                              | 2,30     | Krzysztof Przybyła Zawisza Bydgoszcz                                         | 2,22     | Krzysztof Krawczyk AZS Wrocław                                                     | 2,20     |
| Skok o tyczce                 | Marian Kolasa Bałtyk Gdynia                                                            | 5,50     | Mirosław Chmara Zawisza Bydgoszcz                                            | 5,40     | Ryszard Kolasa Bałtyk Gdynia                                                       | 5,30     |
| Skok w dal                    | Andrzej Klimaszewski Legia Warszawa                                                    | 8,17w    | Włodzimierz Włodarczyk Górnik Brzeszcze                                      | 8,01     | Stanisław Jaskułka AZS Warszawa                                                    | 7,88w    |
| Trójskok                      | Jacek Pastusiński Resovia Rzeszów                                                      | 16,92    | Zdzisław Hoffmann Legia Warszawa                                             | 16,85    | Waldemar Golanko AZS Biała Podlaska                                                | 16,47    |
| Pchnięcie kulą                | Janusz Gassowski Zawisza Bydgoszcz                                                     | 20,17    | Helmut Krieger Chemik Kędzierzyn                                             | 19,71    | Eugeniusz Bałło Górnik Zabrze                                                      | 19,35    |
| Rzut dyskiem                  | Dariusz Juzyszyn AZS Wrocław                                                           | 62,28    | Edward Rikert Zawisza Bydgoszcz                                              | 61,74    | Stanisław Grabowski Chemik Kędzierzyn                                              | 60,92    |
| Rzut młotem                   | Mariusz Tomaszewski AZS Poznań                                                         | 76,20    | Henryk Królak Olimpia Poznań                                                 | 74,70    | Leszek Woderski Zawisza Bydgoszcz                                                  | 72,58    |
| Rzut oszczepem                | Mirosław Szybowski Gryf Słupsk                                                         | 83,80    | Zbigniew Bednarski Olimpia Poznań                                            | 79,56    | Michał Wacławik Hutnik Kraków                                                      | 78,74    |

### Kobiety
| Konkurencja:               | 1. miejsce                                                                     | Rezultat | 2. miejsce                                                                  | Rezultat | 3. miejsce                                                                   | Rezultat |
| Bieg na 100 m              | Elżbieta Tomczak Olimpia Poznań                                                | 11,28    | Ewa Pisiewicz Start Lublin                                                  | 11,33    | Ewa Kasprzyk Olimpia Poznań                                                  | 11,37    |
| Bieg na 200 m              | Ewa Kasprzyk Olimpia Poznań                                                    | 22,78    | Elżbieta Tomczak Olimpia Poznań                                             | 22,85    | Ewa Pisiewicz Start Lublin                                                   | 23,06    |
| Bieg na 400 m              | Małgorzata Dunecka Start Lublin                                                | 52,21    | Ewa Marcinkowska Górnik Zabrze                                              | 53,05    | Marzena Wojdecka Start Łódź                                                  | 53,15    |
| Bieg na 800 m              | Wanda Wójtowiec Gwardia Warszawa                                               | 2:03,42  | Brygida Bąk Chemik Kędzierzyn                                               | 2:03,61  | Anna Rybicka AZS Wrocław                                                     | 2:03,69  |
| Bieg na 1500 m             | Barbara Klepka Start Lublin                                                    | 4:15,64  | Wanda Panfil Lechia Tomaszów Mazowiecki                                     | 4:15,70  | Grażyna Kowina Kłos Olkusz                                                   | 4:15,80  |
| Bieg na 3000 m             | Renata Kokowska Orzeł Wałcz                                                    | 9:19,42  | Wanda Panfil Lechia Tomaszów Mazowiecki                                     | 9:19,70  | Helena Sabaj Stal Mielec                                                     | 9:20,40  |
| Bieg na 100 m przez płotki | Sylwia Bednarska Gwardia Warszawa                                              | 13,37    | Małgorzata Nowak Gwardia Warszawa                                           | 13,49    | Elżbieta Szulc Legia Warszawa                                                | 13,71    |
| Bieg na 400 m przez płotki | Genowefa Błaszak Chemik Kędzierzyn                                             | 55,69    | Jolanta Stalmach Gwardia Warszawa                                           | 56,12    | Beata Adamczyk Górnik Zabrze                                                 | 57,63    |
| Sztafeta 4 × 100 m         | Start Lublin Małgorzata Wincek Małgorzata Dunecka Ewa Pisiewicz Jolanta Janota | 45,32    | Legia Warszawa Agnieszka Sztylka Ewa Kiedrowska Elżbieta Szulc Iwona Pakuła | 45,98    | Start Łódź Teresa Marciniak Elżbieta Woźniak Monika Zając Jolanta Bartczak   | 46,02    |
| Sztafeta 4 × 400 m         | Chemik Kędzierzyn Dorota Dziak Jolanta Barska Brygida Bąk Genowefa Błaszak     | 3:38,03  | AZS Wrocław Małgorzata Gąsior Beata Siłaczuk Anna Rybicka Ewa Głódź         | 3:40,69  | Górnik Zabrze Barbara Borawska Urszula Jaros Ewa Marcinkowska Beata Adamczyk | 3:42,87  |
| chód na 5000 m             | Kazimiera Mróz Tęcza Mielec                                                    | 23:55,33 | Maria Lewandowska Stal Stalowa Wola                                         | 24:08,64 | Katarzyna Figurowska Lechia Gdańsk                                           | 24:09,48 |
| Skok wzwyż                 | Danuta Bułkowska AZS Wrocław                                                   | 1,90     | Jolanta Komsa Legia Warszawa                                                | 1,90     | Urszula Kielan Gwardia Warszawa                                              | 1,88     |
| Skok w dal                 | Agata Karczmarek Legia Warszawa                                                | 6,43     | Barbara Baran Resovia Rzeszów                                               | 6,24     | Renata Pytelewska AZS Warszawa                                               | 6,22     |
| Pchnięcie kulą             | Małgorzata Wolska Zawisza Bydgoszcz                                            | 16,24    | Teresa Pawliszcze Górnik Zabrze                                             | 15,86    | Bogumiła Suska AZS Wrocław                                                   | 15,58    |
| Rzut dyskiem               | Renata Katewicz Start Elbląg                                                   | 60,38    | Danuta Gwardecka Gwardia Warszawa                                           | 58,14    | Ewa Siepsiak Śląsk Wrocław                                                   | 56,56    |
| Rzut oszczepem             | Genowefa Olejarz AZS Warszawa                                                  | 57,28    | Maria Jabłońska Lechia Gdańsk                                               | 52,52    | Iwona Machowina Zawisza Bydgoszcz                                            | 51,82    |

## Biegi przełajowe
57. mistrzostwa Polski w biegach przełajowych rozegrano 23 marca w Pionkach. Kobiety rywalizowały na dystansie 4 kilometrów, a mężczyźni na 9 km.

### Mężczyźni
| Konkurencja:           | 1. miejsce                    | Rezultat | 2. miejsce                        | Rezultat | 3. miejsce                           | Rezultat |
| Bieg przełajowy (9 km) | Antoni Niemczak Śląsk Wrocław | 31:08    | Stanisław Zdunek LZS Skierniewice | 31:20    | Waldemar Niklewicz Olimpia Grudziądz | 31:26    |

### Kobiety
| Konkurencja:           | 1. miejsce                              | Rezultat | 2. miejsce                 | Rezultat | 3. miejsce                   | Rezultat |
| Bieg przełajowy (4 km) | Wanda Panfil Lechia Tomaszów Mazowiecki | 15:36    | Maria Bąk Pomorze Stargard | 15:50    | Ewa Szydłowska Bałtyk Gdynia | 16:03    |

## Chód na 50 km
Zawody mistrzowskie w chodzie na 50 kilometrów mężczyzn rozegrano 21 kwietnia w Sopocie.
| Konkurencja:  | 1. miejsce                      | Rezultat | 2. miejsce                 | Rezultat | 3. miejsce                    | Rezultat |
| Chód na 50 km | Bohdan Bułakowski Skra Warszawa | 4:01:26  | Bogdan Morawski AZS Gdańsk | 4:07:02  | Adam Urbanowski Śląsk Wrocław | 4:17:55  |

## Chód na 10 km
Mistrzostwa w chodzie na 10 kilometrów kobiet rozegrano 4 maja w Poznaniu.
| Konkurencja:  | 1. miejsce                | Rezultat | 2. miejsce                         | Rezultat | 3. miejsce                 | Rezultat |
| Chód na 10 km | Ewa Musur Unia Hrubieszów | 50:58 SB | Katarzyna Figurowska Lechia Gdańsk | 51:38    | Anna Bąk Stal Stalowa Wola | 52:05    |

## Maraton
Rywalizacja w maratonie (kobiet i mężczyzn) miała miejsce 19 maja w Dębnie.

### Mężczyźni
| Konkurencja: | 1. miejsce                          | Rezultat | 2. miejsce                            | Rezultat | 3. miejsce                          | Rezultat |
| Maraton      | Ryszard Misiewicz Zawisza Bydgoszcz | 2:14:26  | Czesław Wilczewski Podlasie Białystok | 2:15:53  | Jerzy Skarżyński Budowlani Szczecin | 2:16:04  |

### Kobiety
| Konkurencja: | 1. miejsce                      | Rezultat | 2. miejsce                       | Rezultat | 3. miejsce                   | Rezultat |
| Maraton      | Renata Walendziak Bałtyk Gdynia | 2:39:27  | Małgorzata Balbuza Bałtyk Gdynia | 2:42:12  | Ewa Wrzosek Pomorze Stargard | 2:42:52  |

## Bieg na 5000 m kobiet
Mistrzostwa w biegu na 5000 metrów kobiet rozegrano 24 czerwca w Grudziądzu.
| Konkurencja:   | 1. miejsce                              | Rezultat    | 2. miejsce                  | Rezultat | 3. miejsce               | Rezultat |
| Bieg na 5000 m | Wanda Panfil Lechia Tomaszów Mazowiecki | 16:01,51 NR | Renata Kokowska Orzeł Wałcz | 16:09,66 | Helena Sabaj Stal Mielec | 16:31,45 |

## Wieloboje
Mistrzostwa w dziesięcioboju mężczyzn i siedmioboju kobiet zostały rozegrane 6 i 7 lipca w Zabrzu.

### Mężczyźni
| Konkurencja:  | 1. miejsce                      | Rezultat     | 2. miejsce                         | Rezultat  | 3. miejsce                    | Rezultat  |
| Dziesięciobój | Marek Kubiszewski Górnik Zabrze | 8105 pkt. SB | Krzysztof Krakowiak Olimpia Poznań | 7876 pkt. | Andrzej Langowski Gryf Słupsk | 7834 pkt. |

### Kobiety
| Konkurencja: | 1. miejsce               | Rezultat  | 2. miejsce                      | Rezultat  | 3. miejsce                       | Rezultat  |
| Siedmiobój   | Lidia Bierka Gryf Słupsk | 5778 pkt. | Lidia Kańtoch Chemik Kędzierzyn | 5560 pkt. | Małgorzata Lisowska AZS Warszawa | 5492 pkt. |

## Bieg na 10 000 m kobiet
Mistrzostwa w biegu na 10 000 metrów kobiet rozegrano 20 lipca w Sopocie.
| Konkurencja:     | 1. miejsce                  | Rezultat    | 2. miejsce                           | Rezultat | 3. miejsce                         | Rezultat |
| Bieg na 10 000 m | Renata Kokowska Orzeł Wałcz | 34:03,28 NR | Gabriela Górzyńska Zawisza Bydgoszcz | 34:11,08 | Grażyna Mierzejewska Bałtyk Gdynia | 34:15,01 |

## Półmaraton
Półmaraton kobiet i mężczyzn odbył się 8 sierpnia w Brzeszczach. Rywalizowano na dystansie 20 kilometrów.

### Mężczyźni
| Konkurencja: | 1. miejsce                    | Rezultat  | 2. miejsce                  | Rezultat  | 3. miejsce                          | Rezultat  |
| Półmaraton   | Paweł Lorens Górnik Brzeszcze | 1:00:07,6 | Wiktor Sawicki Wawel Kraków | 1:00:09,6 | Ryszard Misiewicz Zawisza Bydgoszcz | 1:00:19,5 |

### Kobiety
| Konkurencja: | 1. miejsce                           | Rezultat  | 2. miejsce                         | Rezultat  | 3. miejsce              | Rezultat  |
| Półmaraton   | Gabriela Górzyńska Zawisza Bydgoszcz | 1:11:21,4 | Grażyna Mierzejewska Bałtyk Gdynia | 1:11:45,6 | Anna Buśko AZS Katowice | 1:11:56,9 |